# Championnat du Chili de football 1943
Navigation
Saison précédente Saison suivante
La saison 1943 du Championnat du Chili de football est la onzième édition du championnat de première division au Chili. Les dix meilleures équipes du pays, toutes basées à Santiago du Chili, sont regroupées au sein d'une poule unique, où elles s'affrontent deux fois, à domicile et à l'extérieur; à l'issue de la saison, deux clubs localisés hors de Santiago sont promus afin de faire passer le championnat à 12 équipes.
C'est le club de Unión Española qui remporte la compétition, après avoir terminé en tête du classement final, avec deux points d'avance sur le duo Colo Colo-Deportes Magallanes. C'est le tout premier titre de champion du Chili de l'histoire du club.

## Les clubs participants
| - Deportes Magallanes - Colo Colo - Santiago Badminton FC - CF Universidad de Chile - Unión Española | - CD Universidad Católica - Audax Italiano - CD Santiago Morning - CD Green Cross - Santiago National FC |

## Compétition
Le barème utilisé pour établir le classement est le suivant :
- Victoire : 2 points
- Match nul : 1 point
- Défaite : 0 point

### Classement
| Rang | Équipe                  | Pts | J  | G  | N | P  | Bp | Bc | Diff |
| ---- | ----------------------- | --- | -- | -- | - | -- | -- | -- | ---- |
| 1    | Unión Española          | 26  | 18 | 9  | 8 | 1  | 39 | 26 | +13  |
| 2    | Colo Colo               | 24  | 18 | 10 | 4 | 4  | 51 | 26 | +25  |
| 3    | Deportes Magallanes     | 24  | 18 | 10 | 4 | 4  | 47 | 29 | +18  |
| 4    | CD Green Cross          | 19  | 18 | 9  | 1 | 8  | 51 | 51 | 0    |
| 5    | CD Universidad Católica | 19  | 18 | 7  | 5 | 6  | 37 | 41 | -4   |
| 6    | CD Santiago Morning T   | 17  | 18 | 7  | 3 | 8  | 45 | 51 | -6   |
| 7    | Santiago Badminton FC   | 16  | 18 | 6  | 4 | 8  | 36 | 39 | -3   |
| 8    | CF Universidad de Chile | 15  | 18 | 4  | 7 | 7  | 24 | 34 | -10  |
| 9    | Audax Italiano          | 14  | 18 | 4  | 6 | 8  | 29 | 35 | -6   |
| 10   | Santiago National FC    | 6   | 18 | 2  | 2 | 14 | 28 | 55 | -27  |

|  | Champion du Chili 1943 |
|  | T : Tenant du titre    |

## Bilan de la saison
| Championnat du Chili de football 1943 |                            |
| Champion                              | Unión Española (1er titre) |
| Promotions et relégations             |                            |
| Promus en Primera División            | Santiago Wanderers         |
| Promus en Primera División            | CD Everton de Viña del Mar |
| Relégués en Segunda División          | Aucun                      |